# Romain Maes
Romain Maes (Zerkegem, 10 agosto 1912 – Grand-Bigard, 22 febbraio 1983) è stato un ciclista su strada belga.
Professionista tra il 1933 ed il 1942, vinse una edizione del Tour de France.

## Palmarès
- 1933

Classifica generale Tour de l'Ouest
- 1934

4ª tappa Paris-Nice (Marsiglia)
- 1935

Paris-Lille
1ª tappa Tour de France (Lilla)
11ª tappa Tour de France (Cannes)
21ª tappa Tour de France (Parigi)
Classifica generale Tour de France
- 1936

Circuit de Paris
- 1939

Omloop der Vlaamse Gewesten
2ª tappa, 1ª semitappa Tour de France (Vire, cronometro)

## Piazzamenti

### Grandi Giri
- Tour de France

1934: ritirato (10ª tappa)
1935: vincitore
1936: ritirato (7ª tappa)
1939: ritirato (8ª tappa, 2ª semitappa)

### Classiche monumento
- Giro delle Fiandre

1939: 2º
- Parigi-Roubaix

1934: 7º
1936: 2º
- Liegi-Bastogne-Liegi

1938: 28º
1939: 22º